# 大村庄
大村庄，為1920年~1945年間存在之行政區，轄屬台中州員林郡。今彰化縣大村鄉。

## 街原名
原屬燕霧下堡之大庄、茄苳林庄、大崙庄、加錫庄、擺塘庄、過溝庄、蓮花池庄、埤仔頭庄、黃厝庄
- 大改稱大村[1]

## 行政區劃
大村庄轄域內分為大村、茄苳林、加錫、大崙、擺塘、過溝、蓮花池、埤子頭、黃厝九個大字。
- 大崙大字下有「大崙」、「小三角潭」小字名
- 蓮花池大字下有「蓮花池」、「港尾」小字名
- 黃厝大字下有「黃厝」、「犁頭厝」小字名

## 歷任長
賴咸熙：大正6年（1917）任大庄區區長,續任大正9年（1920年）改制後庄長至昭和6年（1931）去世

賴維種：昭和6年（1931）~昭和10年（1935）